# Las Zabierzowski

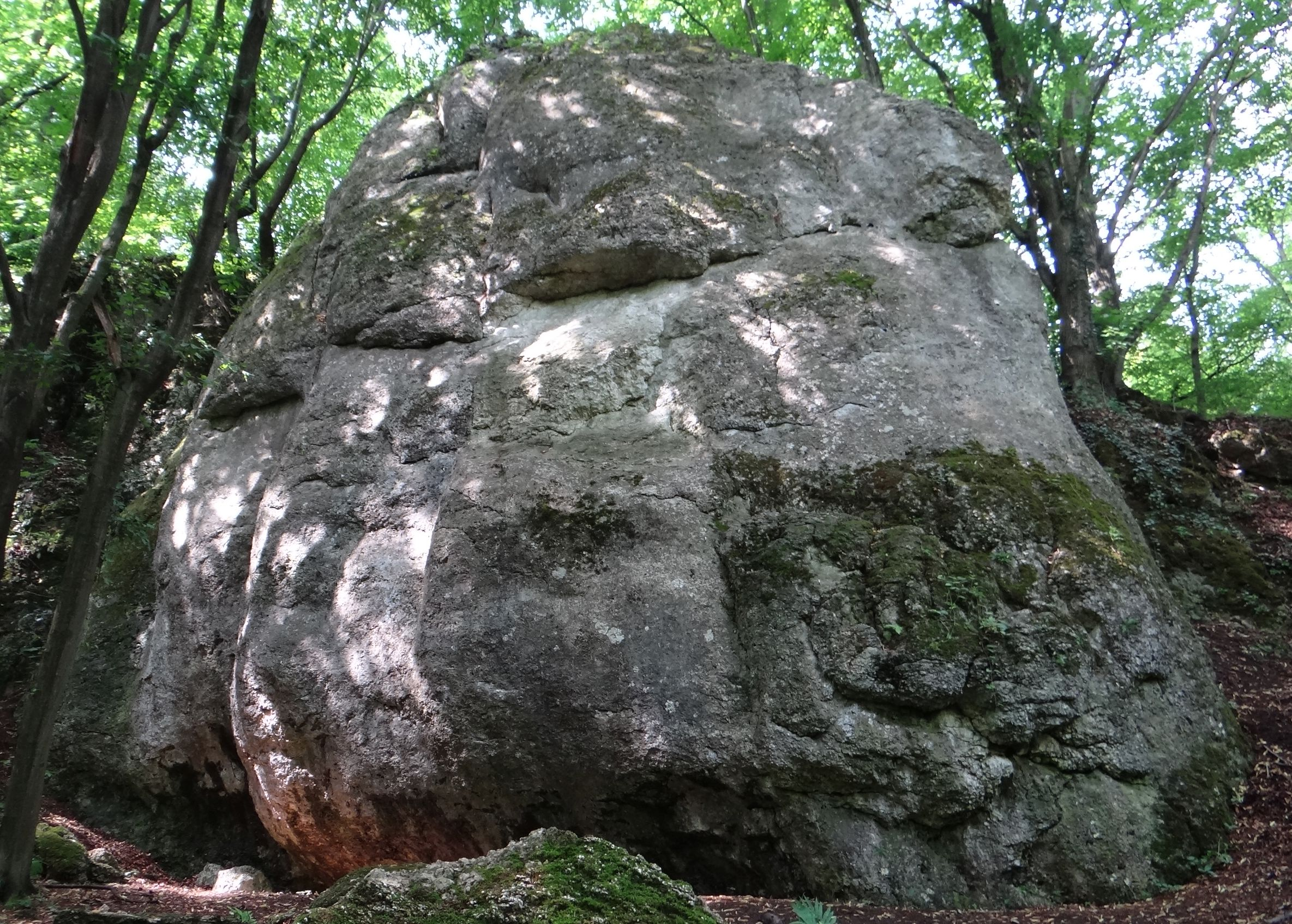
Skała Walec

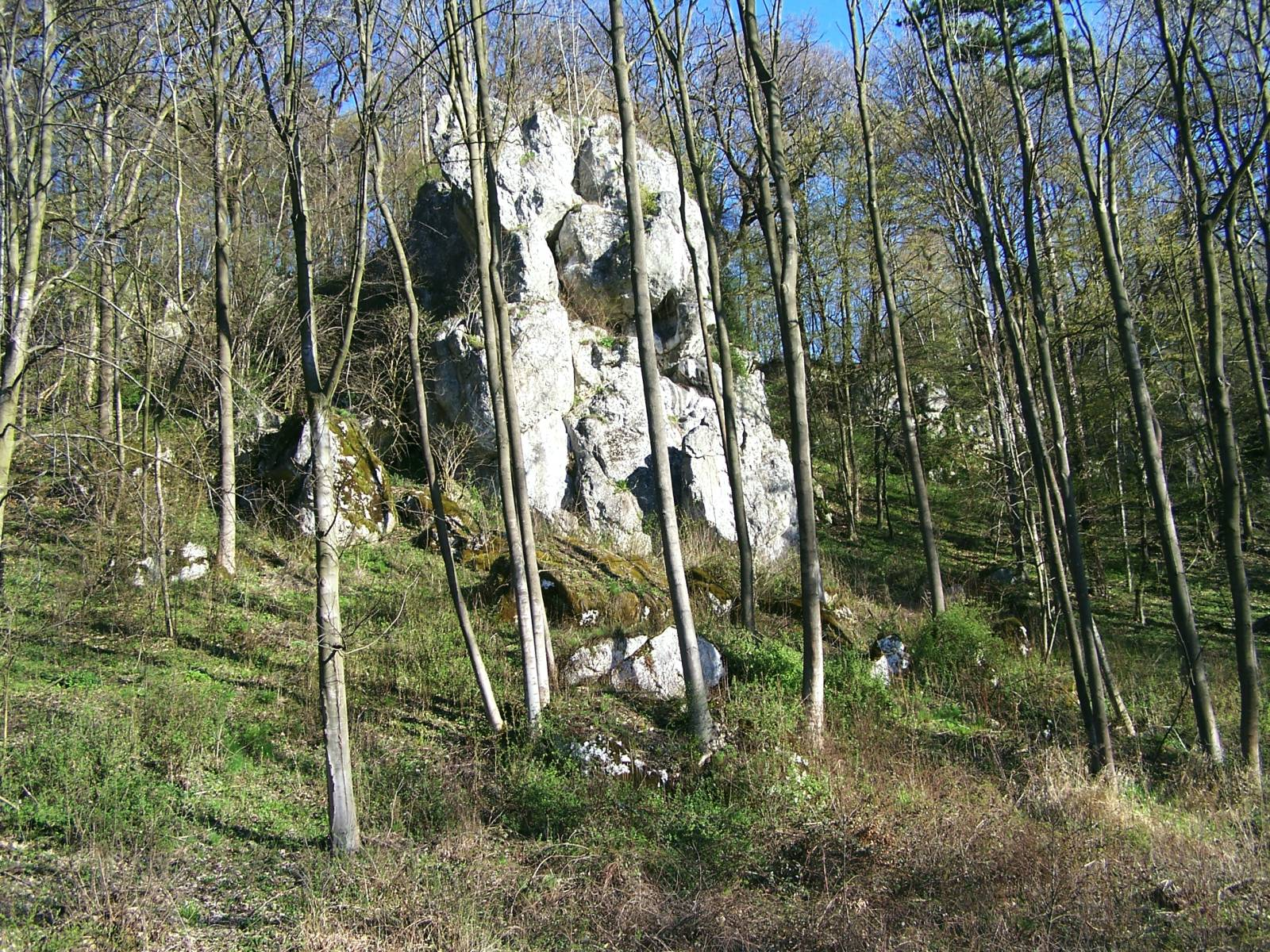
Skała Kmity

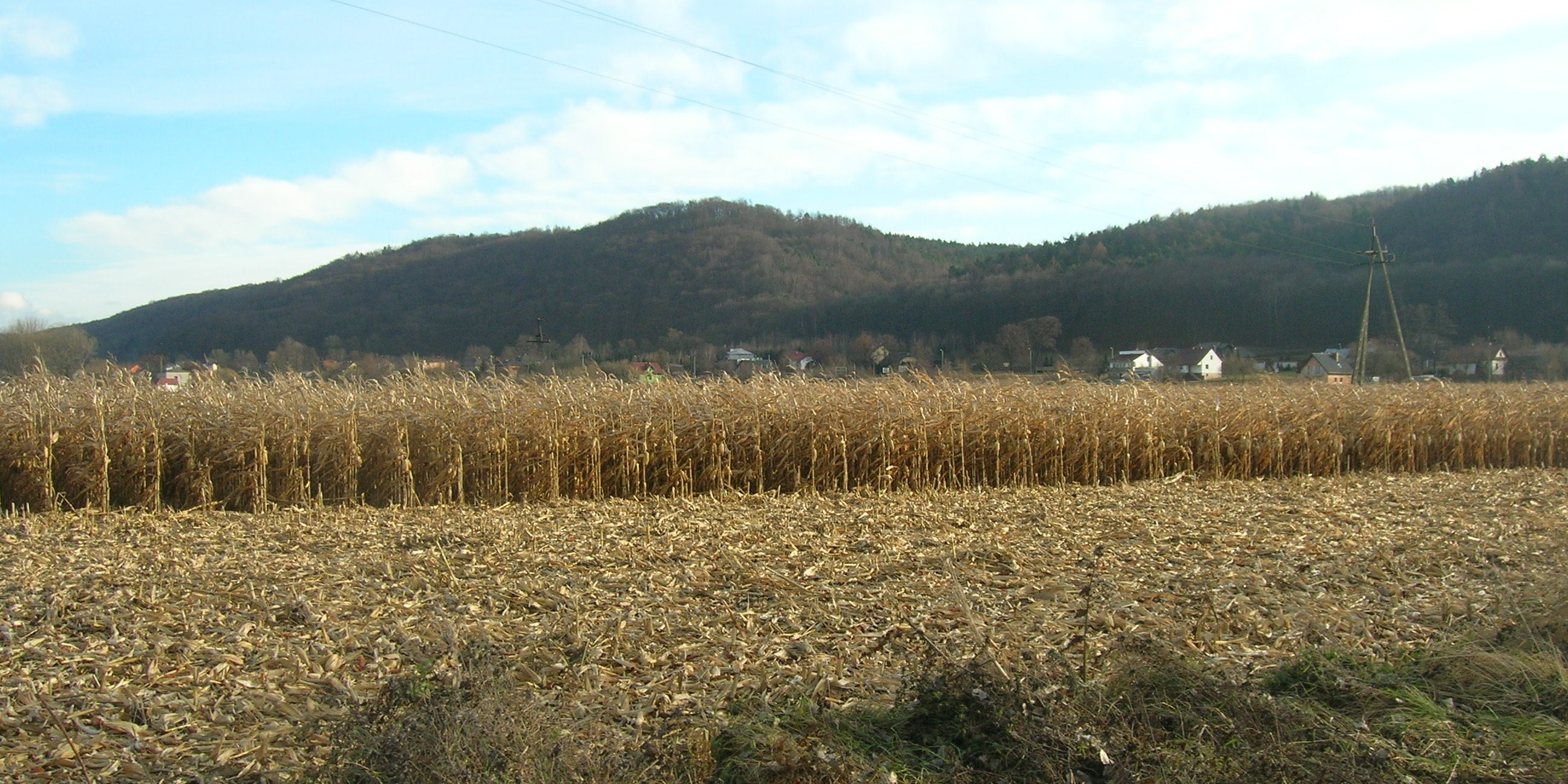
Widok na północno-zachodni skraj lasu

Las Zabierzowski – kompleks leśny, znajdujący się na terenie gminy Zabierzów, w województwie małopolskim, w powiecie krakowskim. Jest jednym z największych leśnych kompleksów w okolicach Krakowa.

## Charakterystyka
Las znajduje się w obrębie miejscowości: Zabierzów, Kochanów, Nielepice, Kleszczów, Brzoskwinia, Aleksandrowice, Burów, Balice, Szczyglice. Porasta zbocza i wierzchowinę Garbu Tenczyńskiego (jeden z mezoregionów Wyżyny Krakowsko-Częstochowskiej). Od północnej i wschodniej strony opływa go rzeka Rudawa.
Las Zabierzowski przecięty jest licznymi wąwozami, największe z nich to: Zapustny Dół, Wąwóz Kochanowski, wąwóz Zbrza, Lisi Dół, Dolina Aleksandrowicka, Balickie Doły, Dolina Grzybowska. Są w nim liczne skały wapienne. Większe z nich są wykorzystywane do wspinaczki skalnej. Są to skały Łysa Kleszczowska, Walec, Kochanka, Plaskula i Plaskolec.

## Przyroda
Jest to las mieszany, w którym dominują takie gatunki drzew, jak: grab, buk, sosna. W runie leśnym wczesną wiosną, przed rozwojem liści przez drzewa zakwitają m.in. przylaszczka pospolita, złoć żółta, miodunka ćma, pierwiosnek lekarski i wyniosły, śledziennica skrętolistna, zdrojówka rutewkowata, zawilec gajowy i żółty, wawrzynek wilczełyko, groszek wiosenny.
Las Zabierzowski znajduje się na obszarze Tenczyńskiego Parku Krajobrazowego. W miejscu przełomu rzeki Rudawy na Garbie Tenczyńskim znajduje się krajobrazowy rezerwat przyrody Skała Kmity.

## Turystyka
Las jest użytkowany gospodarczo, ale stanowi też miejsce relaksu okolicznych mieszkańców (szczególnie Krakowa) i turystów. Przebiegają przez niego szlaki turystyczne i rowerowe, wyznaczone są ścieżki dydaktyczne.
 – z Zabierzowa przez Las Zabierzowski, Kleszczów, Brzoskwinię, Dolinę Brzoskwinki, Chrosnę, wąwóz Półrzeczki, Dolinę Mnikowską do Mnikowa
 Szlak Morawicki – z Aleksandrowic przez wylot Doliny Aleksandrowickiej, Wąwóz Zbrza do Morawicy
 – (Jurajski Rowerowy Szlak Orlich Gniazd) z Krakowa przez Szczyglice, Las Zabierzowski, Kleszczów, Brzoskwinię, Las Zwierzyniecki, do Tenczynka